# Resilienz-Management
Resilienzmanagement umfasst alle Maßnahmen mit dem Ziel, die Belastbarkeit eines organisatorischen oder betriebswirtschaftlichen Systems wie eines Unternehmens gegenüber inneren und äußeren Einflüssen zu stärken. Unter Resilienz wird die systemische Widerstandsfähigkeit gegenüber Störungen und Veränderungen verstanden. Diese Fähigkeit ergibt sich aus einem Prozess mit mehreren Betrachtungsebenen. Das Ergebnis eines Resilienzmanagements besteht darin, systematisch und nachhaltig eine Unternehmensstrategie zu entwickeln, die das Unternehmen mittel- bis langfristig überlebens- und zukunftsfähig macht. Gleichzeitig umfasst ein so definiertes Management Mittel und Wege, diese Strategie erfolgreich umzusetzen.

## Beschreibung
Die Resilienz eines Unternehmens lässt sich durch acht Resilienzkategorien beschreiben:
1. Zusammenarbeit: Partnerschaften mit Stakeholdern fördern Resilienz, indem gemeinsame Ziele erreicht und Win-Win-Situationen geschaffen werden.
2. Selbstbewusstsein: Die eigenen Stärken, Schwächen, Werte und ihr Einfluss auf Aktivitäten zu verstehen, stärkt Resilienz durch Reflexion und Identitätsbewusstsein.
3. Agilität: Schnelle, flexible Anpassung an Markt-, Kunden- und Technologieveränderungen stärkt Resilienz durch Kreativität und Problemlösungsfähigkeit.
4. Selbstregulation: Verantwortungsbewusstes Steuern von Prozessen und Verhalten durch Risikomanagement und Feedbackschleifen sichert langfristige Resilienz.
5. Sinnorientierung: Eine sinnstiftende Unternehmenskultur fördert Engagement, Zufriedenheit und Loyalität, indem sie sich an den Bedürfnissen der Stakeholder orientiert.
6. Vorsorge: Risiken frühzeitig erkennen, negative Folgen vermeiden und Chancen nutzen sichert nachhaltige Resilienz in unsicheren Umfeldern.
7. Offenheit: Unterschiedliche Perspektiven, Transparenz und Innovation fördern Resilienz durch Anpassungsfähigkeit und kontinuierliche Verbesserung.
8. Variabilität: Flexible Prozesse und Produkte ermöglichen die Anpassung an verschiedene Szenarien, Märkte und Kundenbedürfnisse – essenziell für Resilienz.

Ein ganzheitlicher Ansatz zur Strukturierung von Zielen und Maßnahmen erfordert flexible Ansätze. Sie bieten eine Entscheidungsgrundlage und ermöglichen Anpassung an verschiedene Kontexte. Besonders in komplexen Situationen ohne klare Lösungen unterstützen Frameworks durch Struktur und Orientierung. Bei der Implementierung eines Resilienzmanagements bietet sich insbesondere die Betrachtung der Ebenen Organisation, Umwelt und Team/Individuum an.

## Sonstiges
Als Resilienzmanagement werden in der Psychologie individuelle oder teambezogene Coping-Methoden bezeichnet, durch die die Belastbarkeit in Stresssituationen erhöht, die allgemeine psychische Widerstandsfähigkeit trainiert oder die Stressprävention gefördert werden sollen. Siehe Resilienz (Psychologie).
In der Informations-, Kommunikations- und Netzwerktechnik bezeichnet man als Resilienzmanagement die Methoden und Verfahren, die darauf zielen, Systeme auch bei Fehlern und Störungen auf einem ausreichenden Niveau der von ihnen geleisteten Dienste zu halten.